# Buquis

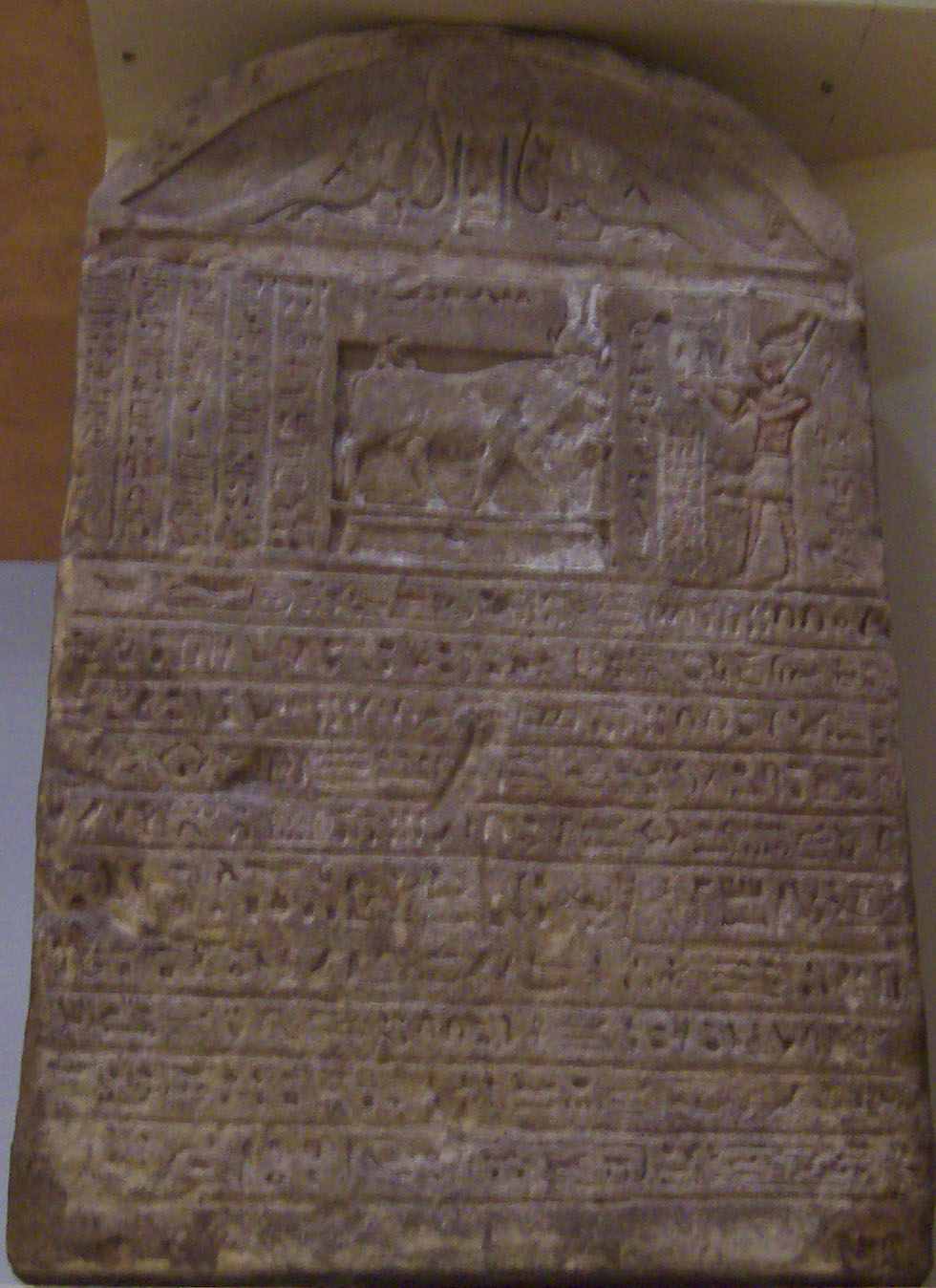
Estela commemorativa de la mort i enterrament d'un toro Buquis durant el regnat de Tiberi.

Buquis (en grec, Βουχις Boukhis), Bakh o Bakha és el nom que rebia el toro considerat l'encarnació de Ra i Osiris al mitologia egípcia, també era el ca de Montu. Estava relacionat amb el poder germinador i la fecunditat del sòl. Era representat com un toro de cos blanc i el cap negre tocat amb un ureu, amb disc solar i dues altes plomes, també com a home amb cap de toro.

## Culte

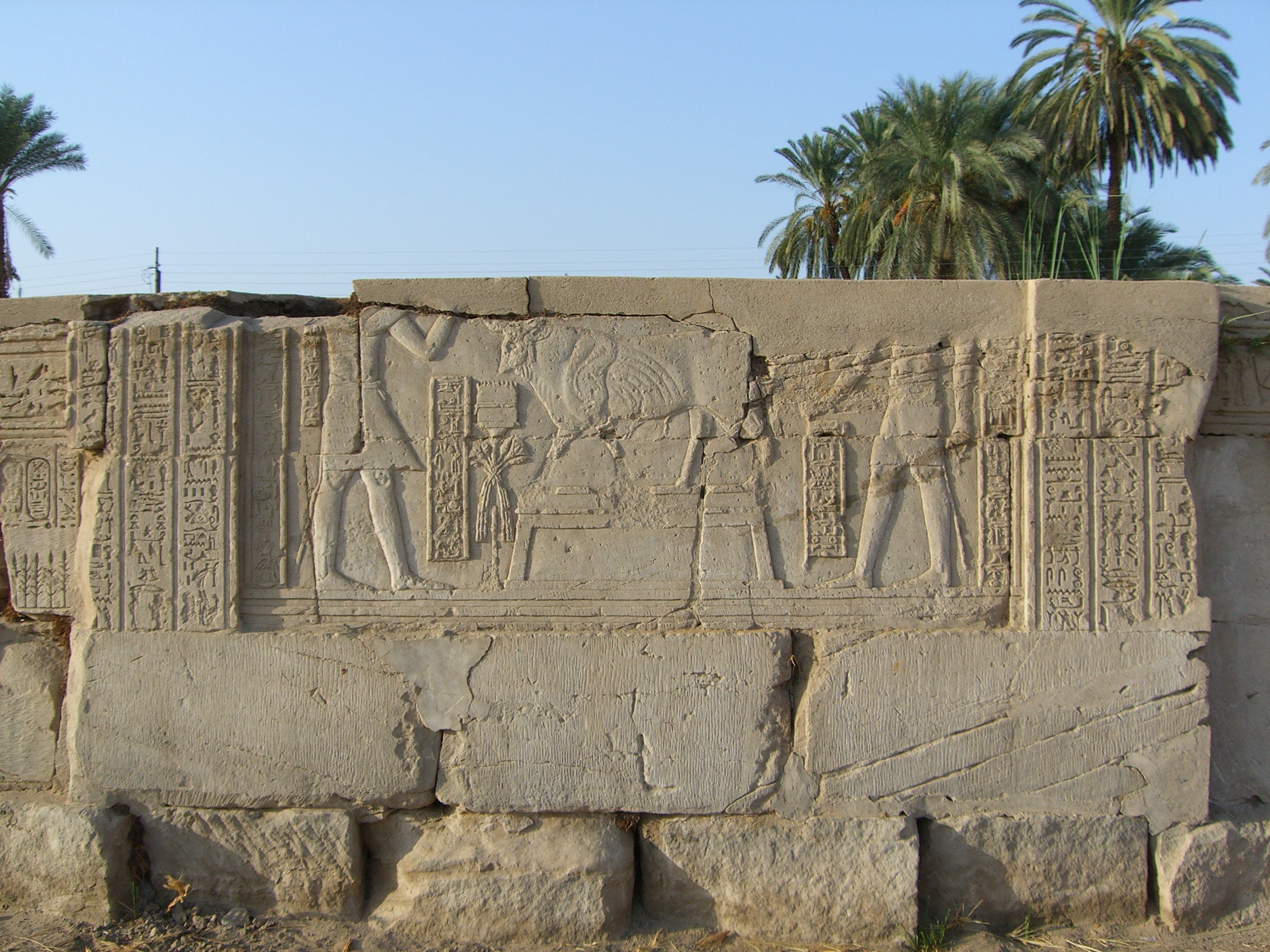
Baix relleu representant l'emperador Trajà realitzant una ofrena a Buquis a Medamud.

Es triava un toro salvatge com encarnació de Montu, i era venerat com a tal. Amb el temps els criteris per a triar el toro es van fer més rígids, triant toros amb el cos blanc i la cara negra. Quan aquests toros (o les seves mares) morien eren momificats, i es portaven a un cementiri conegut com el Buquèon. Les mares van ser considerades com a representacions de Hator, la mare d'aquestes deïtats.
Es venerava a la ciutat d'Hermontis, com "Toro de les muntanyes i l'ocàs" i a Medamud. Buquis va ser identificat com una forma d'Apis i, per tant, considerat com una encarnació d'Osiris. L'últim enterrament d'un toro Buquis al Buquèon d'Hermontis va ser en 340 aC El culte al toro es va allargar fins al voltant de l'any 360, quan va ser destruït per l'augment del fonamentalisme cristià a l'Imperi Romà. El Buquèon va ser descobert el 1927 per Robert Mond i U. B. Emery, i en ell hi havia un oracle.